# Josep Maria Blanc i Romeu
Josep Maria Blanc i Romeu (segle xix - 20 de desembre de 1976) va ser un excursionista i dirigent esportiu català, que fou president del Centre Excursionista de Catalunya.
Fill de Josep Blanc i Benet (1856-1923), metge, i Mercè Romeu i Carol +1931. Casat amb Carme Bertrand i Girona, filla de Josep Bertrand i Salsas.
Fou soci del Centre Excursionista de Catalunya, entitat de la qual va arribar a ser el seu president entre els anys 1935 i 1940, quan va succeir a Eduard Vidal i Riba. L'any 1943 s'inaugurà a la vall de Peguera, al Pallars Sobirà, un nou refugi del Centre Excursionista de Catalunya, que porta el seu nom. Segons Josep Maria Sala i Albareda, en l'article titulat “El refugi Josep M. Blanc”, publicat a la Revista Muntanya l'agost del 2005, destaca que l'aleshores president del CEC, Josep Maria Blanc, va prometre aportar de la seva butxaca cinc mil pessetes de l'època per pagar bona part del refugi. Després de nombroses dificultats, entre les quals destaca l'aturada total del projecte durant la Guerra Civil Espanyola, el Refugi Josep Maria Blanc es va inaugurar el 10 d'octubre de 1943. La seva afició per l'excursionisme no estigué restringida al territori català, ni tampoc europeu. Hi ha constància de la seva participació en viatges pel continent africà, i més concretament, a la regió del Llac Tanganyika, experiències que posteriorment es presentaren en conferències davant del públic interessat.